# 해석요소법
해석요소법(解析要素法, 영어: analytic element method, AEM)은 편미분방정식의 수치해석 방법으로 미네소타 대학교의 교수가 개발했다. 흐르는 지표수, 라플라스 방정식 등을 풀 수 있다. 경계요소법과 비슷한 점이 있다.

## 같이 보기
- 경계요소법